# Humánökológia
A humánökológia a természet és az ember kölcsönös kapcsolatával foglalkozó tudomány. Még nem önálló tudományterület, a természettudomány és a társadalomtudomány határán helyezkedik el. A humánökológia a globális problémák létrejöttének okait vizsgálja, és azt kutatja, hogy az ember mindebben milyen szerepet játszott.

## Története
Robert Park és Ernest Burgess használták az 1920-as években először a humánökológia kifejezést, ezután kezdték átvenni az egyes tudományterületek, mint például a szociológia, pszichológia, antropológia, közgazdaságtan. Olyan társadalmi jelenségeket kerestek, melyeket természettudományos, ökológiai módszerekkel lehetett leírni.
A humánökológia öt alapkérdést vizsgál:
- milyen változásokat okozott az ember a Földön?
- milyen társadalmi következményekkel jár a bioszféra átalakítása?
- milyen okok húzódnak meg a változások mögött?
- hogyan mérsékelhetnénk a változásokat?
- hogyan alkalmazkodhatunk a változásokhoz?

## Az ember bioszféra-átalakítási munkája

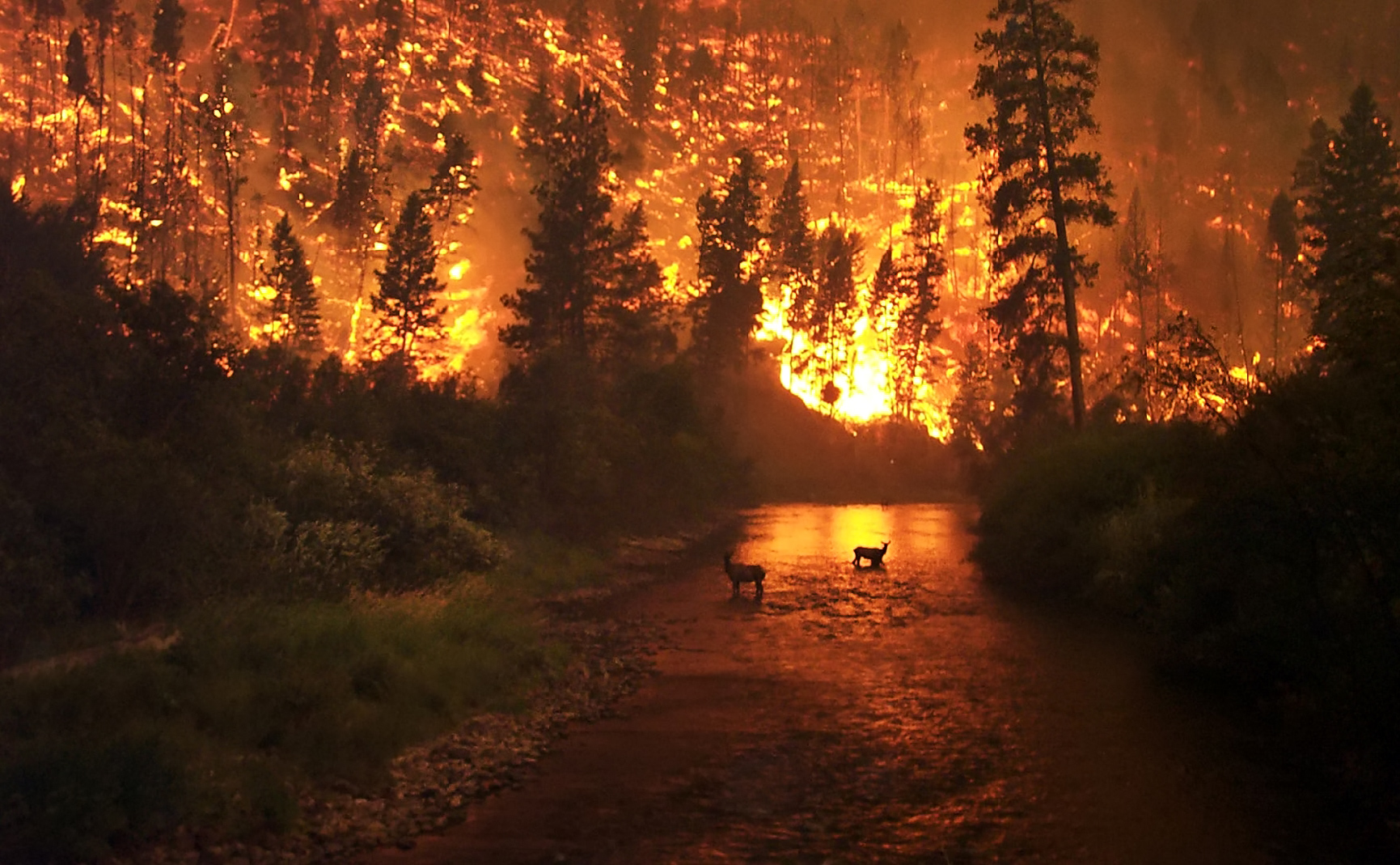
Erdőtűz

A humánökológia vizsgálatai szerint az ember nem fokozatosan, hanem több nagyobb lépcsőfokban érte el azokat a változásokat, melyek később az egész bioszférára hatással voltak.

### A tűz használata, megszelídítése
Az első komoly változás a tűz megszelídítése volt, 250 ezer évvel ezelőtt. Csak az ember használja fel a tüzet, segítségével lehetővé vált a biomassza energia, vagyis a környezetében található fa elégetése. Így az emberek többlet-energiához jutottak. Ettől kezdve lehetővé vált a növényzet felégetése. Mivel a tűz hatékony eszköz volt a ragadozók távol tartására, így a népesség elkezdett növekedni. Elődeink a hidegebb, sarkkörhöz közeli területeket is be tudták népesíteni, így megkezdődött a terjeszkedés a Földön. A tűz a főzést is elősegítette, sokkal több étel vált fogyaszthatóvá így, ez megint csak a népesség növekedését eredményezte.

### A nyelv kialakulása

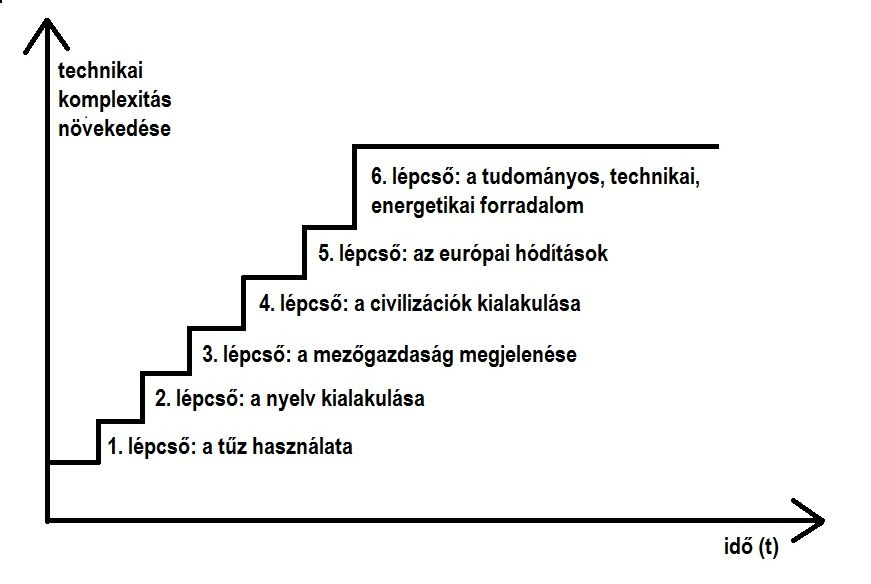
Az ember bioszféra átalakításának 6 fő lépcsője

A nyelv az emberi kommunikáció legáltalánosabb eszköze, tagolt, egymástól elkülöníthető jelekből alkotott jelrendszer. A nyelv minden társas tevékenység nélkülözhetetlen feltétele, s meghatározó szerepet játszik az egyének gondolkodásában. A nyelv kialakulásáról nincs elfogadott álláspont, általában 280 ezer és 40 ezer év közé teszik az első nyelv megjelenését. A beszélt nyelv előzményének sok tudós egyfajta gesztusnyelvet tételez fel, a siketek mai jelnyelvének primitív ősét. A kézzel való kommunikációt lehetővé tevő esemény az emberős két lábra állása volt, és elképzelhető, hogy a másik ekkor bekövetkező változás, az eszközhasználat kifinomultabbá válása és a beszéd között is van összefüggés.
Más elképzelések szerint az emberi nyelv kialakulásában az alapvetően „a lusta ember” (homo economicus) egyik legalapvetőbb belső célja nyilvánul meg, nevezetesen az, hogy az ember Zipf egyik törvénye szerint (a legkisebb erőkifejtés törvénye) minden tevékenységében a legkisebb munkával akar „boldogulni”. Eszerint az „első” emberi nyelv a feltehetően a még ma is használt mutogatásból, gesztusokból fejlődött tovább a hangképzés irányába, mert a hangszalag igénybevétele kevesebb energiával jár.
A nyelv a Homo Sapiens Sapiens számára hatékonyabb kommunikációt és fejlettebb gondolkodást jelentett, így a társadalom is komplexebb módon szerveződhetett. Az emberi faj sajátossága, hogy egyedül vált képessé a fogalmi gondolkodásra, vagyis az idő, a múlt és a jövő is megjelent tudatos gondolkodásában. A beszéddel a vadászat is hatékonyabbá vált, egyre nagyobb testű ragadozókat voltak képesek elejteni, így az ember terjeszkedése egyre nagyobb mértéket öltött. Az ember megjelent Ausztráliában és Amerikában is.

### A mezőgazdaság megjelenése

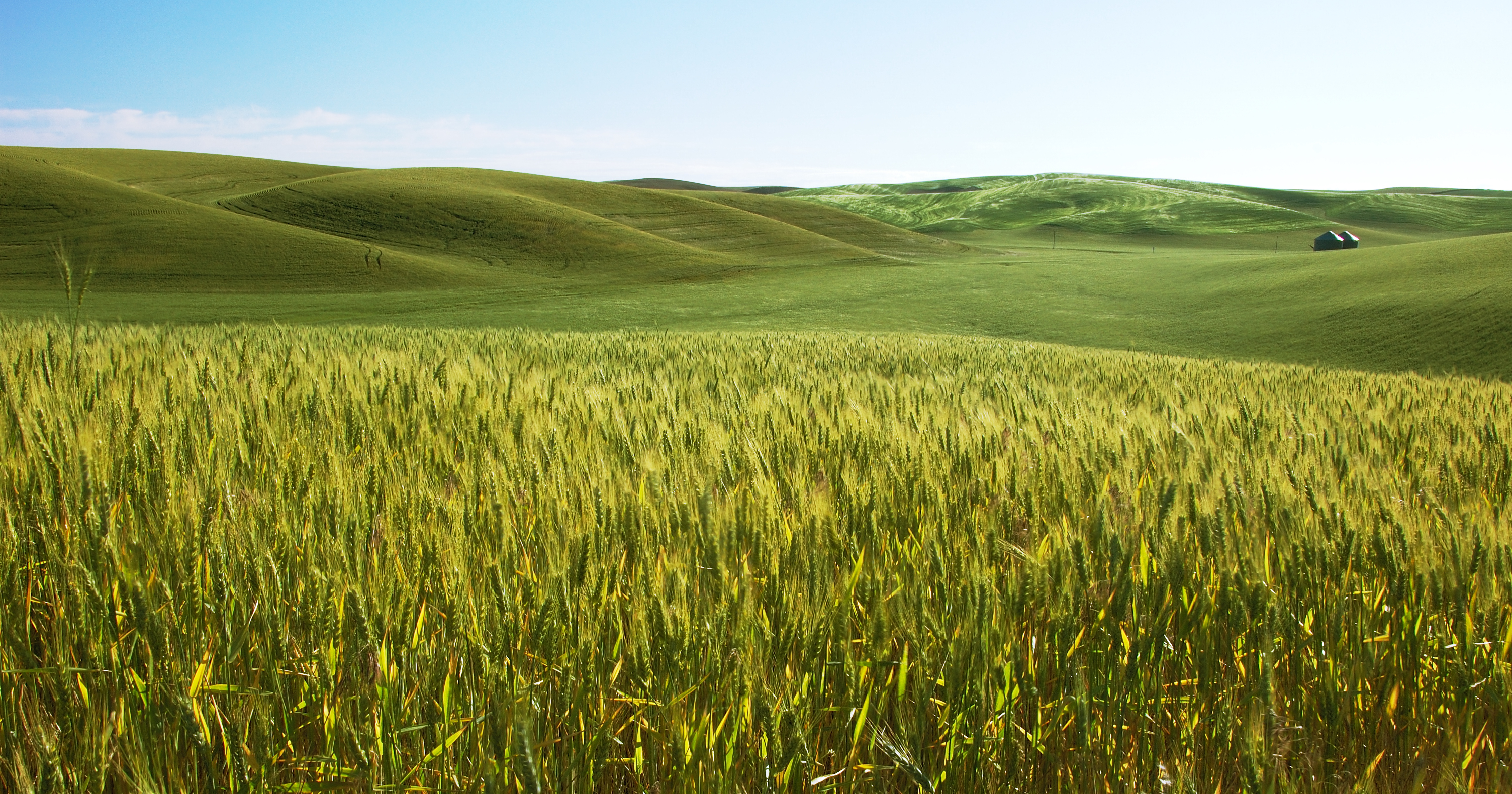
Árpaföld

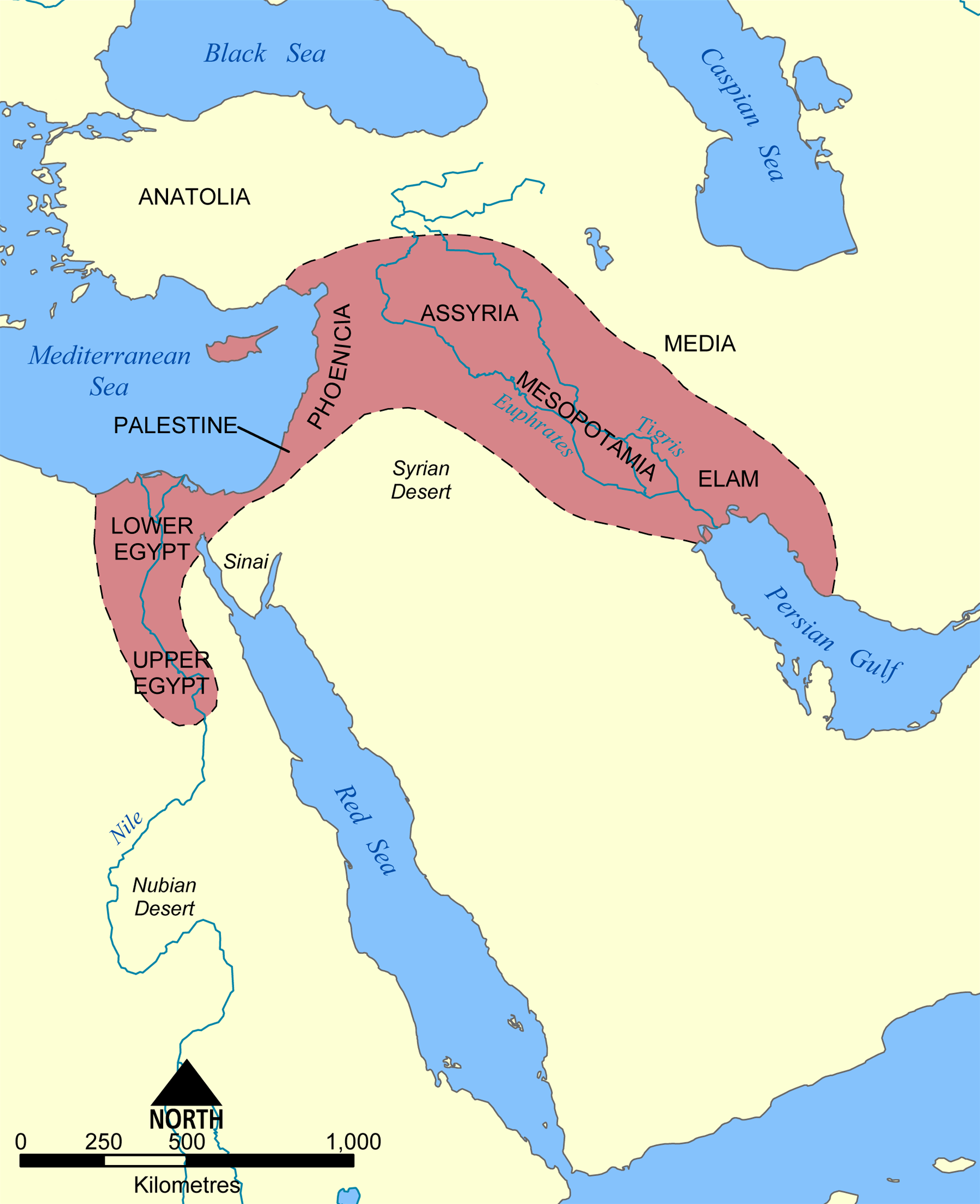
A termékeny félhold területe

A mezőgazdaság megjelenése előtt az emberiség vadászó-gyűjtögető életmódot folytatott. A mezőgazdaság Elő-Ázsiában, a termékeny félhold területén jelent meg nagyjából 10 ezer éve, az állattenyésztés egy-két ezer évvel később jelent meg. Kialakulásuk okai lehettek, hogy csökkent a vadászható állatállomány (a túlvadászat miatt), a termelhető vadnövények sokkal elérhetőbbé váltak és a raktározás, feldolgozás technikái is hatékonyabbá váltak. A mezőgazdaság elterjedése a Földön viszonylag lassú folyamat volt, még napjainkban is találunk vadászó-gyűjtögető életmódot folytató népeket, például Amazónia területén. A mezőgazdaság megjelenésének legjelentősebb következménye a népesség ugrásszerű növekedése volt.
Milyen következményekkel járt a mezőgazdaság megjelenése?
1. A népességszám ugrásszerűen megnövekedett. A mezőgazdász életmódhoz szükséges volt a letelepedés, a növekvő mennyiségű élelem és a biztonságosabb életmód pedig több utódot eredményezett.
2. A társadalmi egyenlőtlenségek fokozódása és a központosítás növekedése. A vadászó-gyűjtögető emberek egyenlők voltak, mivel nem halmoztak fel "nehezen mozgatható" vagyontárgyakat, így a társadalmi különbségek is elenyészőek voltak. Miután megjelent a raktározható élelemfelesleg, a társadalomban megjelenhettek olyan személyek, akik nem az élelemtermeléssel foglalkoztak, így a többiek tartották el őket. Megjelent a versengés és a vagyontárgyak felhalmozása, ez később háborúkhoz vezetett, mely máig az egyik fő bioszféra-átalakító emberi tevékenység. A központosítás megkezdődött, megjelent a hatalmi elit, mely bizonyos monopóliumokat birtokolt a szervezés, az igazságszolgáltatás és a gazdaság területén.
3. A természetes élőlénytársulások átalakítása is megkezdődött, az erdőirtásokkal, területek feltörésével vagy lecsapolásával, folyók szabályozásával.
4. Növekedett a technikai komplexitás, megjelent a szövés, fazekasság, egyéb kézműves szakmák. A vagyontárgyak felértékelődése és a versengés is a technika fejlődését segítette elő

### A civilizációk megjelenése
A civilizáció egy olyan társadalmi-gazdasági alakulat, amely igényeinek megfelelően, szelektíven és módosítva magába olvasztja a korábbi korok eredményeit, tökéletesíti és továbbfejleszti őket. Tágabb értelemben társadalmi, gazdasági, szellemi művelődést, műveltséget jelent, főbb jelenségei az államhoz kapcsolódnak. Technikai értelemben a civilizáció olyan összetett társadalmat jelöl, ahol az emberek városokban élnek és az élelem mezőgazdaságból származik megkülönböztetve őket a törzsi társadalmaktól, ahol az emberek kis településeken vagy nomád csoportokban éltek megélhetésüket gyűjtögetésből, vadászatból vagy kertművelésből biztosítva.
A civilizációk kialakulásának főbb következményei:

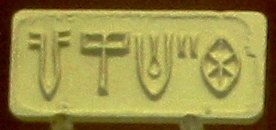
Öt karakter az Indus-völgyi civilizáció, más néven Harappá-civilizáció írásjelei közül

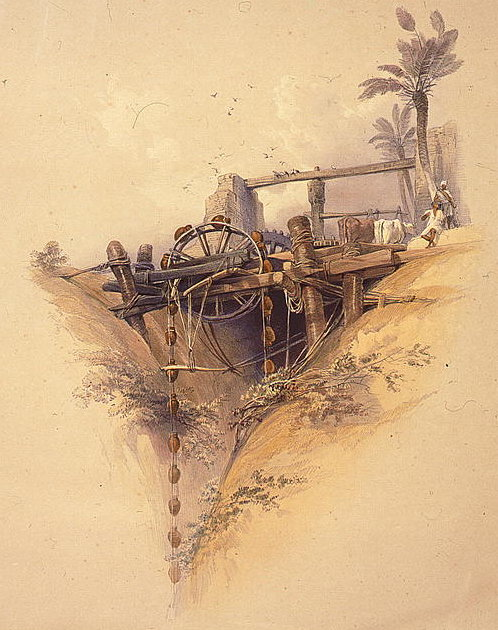
Öntözés állati erővel Felső-Egyiptomban

1. Városok kialakulása: A civilizációk csak olyan közösségben jöhettek létre, ahol elindult a megtelepedés, az első városok kialakulása. A korai urbanizáció Mezopotámiában kezdődött meg. Legfontosabb környezetre gyakorolt következménye a talajok tápanyagcsökkenése volt. A kis területű falvaknál a tápanyagok a közeli területekről érkeznek és vissza is juttatják azt a talajba. Ezzel szemben a városlakók ellátásához már távolabbról érkezik a tápanyag és a salakanyag a helyi vizekbe jut, így a földek egyre kevesebb tápanyagot tartalmaznak.
2. Társadalmi rétegződés, központosítás növekedése: A társadalmi rétegződés azzal kezdődött, hogy megjelentek az élelmet nem termelő specialisták a mezőgazdaság megjelenése után. Ezek a specialisták csak részmunkaidőben végeztek egyéb tevékenységeket, de a civilizációk megjelenésével megváltozott a helyzet: mivel még több raktározható élelemfelesleg keletkezett, így megjelentek a teljes munkaidős specialisták is. A társadalom kasztokra szakadt szét, a közöttük lévő különbségek egyre fokozódtak.
3. Írás kialakulása: Az első írás i. e. 3000 körül alakulhatott ki, segítségével jobban meg lehetett szervezni az állami tevékenységeket. Az információátadás is könnyebbé vált, az egyes nemzedékek közötti kommunikáció gördülékenyebbé vált a szóbeliséghez képest.
4. Fémek megjelenése: Az első fém a réz volt, melyet 6000–8000 évvel ezelőtt kezdtek el használni. A fémolvasztás és -öntés a közel-keleti civilizációkban jelent meg 5500 éve. A fémek megjelenése igen nagy mértékben hatott a környezetre, mivel a bányászatuk és a belőlük előállított eszközök hatékony környezetátalakítása igen nagy terheket rótt a bioszférára. Fontos még, hogy a kohászathoz igen nagy mértékű energiára van szükség, kezdetben ez vezetett a nagymértékű erdőirtásokhoz. A fémek (főképp a vas) megjelenése nagy hatással volt a mezőgazdaság fejlődésére is, az ekevas és a lópatkó hatékonyabb munkát és nagyobb termelékenységet eredményezett. Ám az ókorban még nem volt nagy jelentősége a fémeknek, szerepük csak az ipari forradalomban vált meghatározóvá.
5. Új mezőgazdasági technológiák elterjedése: A mezőgazdasági termelés egyre intenzívebbé vált, a termékekkel kereskedni kezdtek. Kialakult az öntözés gyakorlata és létrejöttek az első nagy öntözőrendszerek (a Nílus mentén), melyek később a talajok szikesedését okozták. Az eke megjelenése a talajerózió felerősödéséhez vezetett, a talaj produktivitása így csökkent.
6. Új energiaforrások megjelenése: Az első civilizációkban megjelentek a háziállatok és azok izomerejének felhasználása (ezelőtt csak a biomassza energiát használták fel a termelés során). A ló és a szarvasmarha a szállításban töltött be nagy szerepet, nekik köszönhetően növekedett az emberiség mobilitása. A vízenergiát i. e. 100 körül kezdték el használni, a szélmalmok pedig a középkorban jelentek meg, ezek mint tovább növelték a termelékenységet, ezzel együtt az ember bioszféra-átalakítási képességét.

### Az európai hódítások
Amerika felfedezése (1492) után az európai hódítók leigázták az ottani őslakosokat és létrehozták a meghódított területeken az első telepeket. Európa és a többi kontinens között megindult a kereskedelem, ezt tekinthetjük a globalizáció kezdetének.
A hódítások hatása a bioszféra-átalakítás szempontjából:
1. Vadon élő fajok behurcolása: a hajókon (majd később a repülőgépeken) különböző vadon élő növényfajok és kórokozók behurcolása az új kontinensekre. Ezen fajok elterjednek és kiszorítják az őshonos növényfajokat, később ez lesz a nagy fajkihalások fő oka.
2. Haszon élőlények cseréje: Minden földrészen megnövekedtek a mezőgazdasági hozamok, mely népességnövekedéshez vezetett. Amerikában megjelent a búza, árpa, ló és sertés. Amerikából terjedt át a trópusi területekre a manióka és a édesburgonya (batáta). Európában a kukorica és a burgonya terjedt el, ezek sokkal produktívabbak és szélesebb körben termeszthetőek voltak, mint a korábbi haszonnövények.
3. Világgazdaság kialakulása: Megkezdődött a kontinensek közötti kereskedelem, nyersanyagok áramlottak Európába és késztermékek a gyarmatokra. A kitermelés, a gyártás és a fogyasztás kezdett térben szétválni, a szállítás mértéke pedig növekedni kezdett. Egyre több út épült, ezek szétszabdalták a természetes élőhelyeket.
4. A meghódított területeken a már meglévő ősi kultúrák meggyengültek és eltűntek. Ezzel együtt elvesztek az általuk kialakított fenntartható gyakorlatok is, helyükre az európai fogyasztói kultúra került.

### A tudományos-technikai-energetikai forradalom

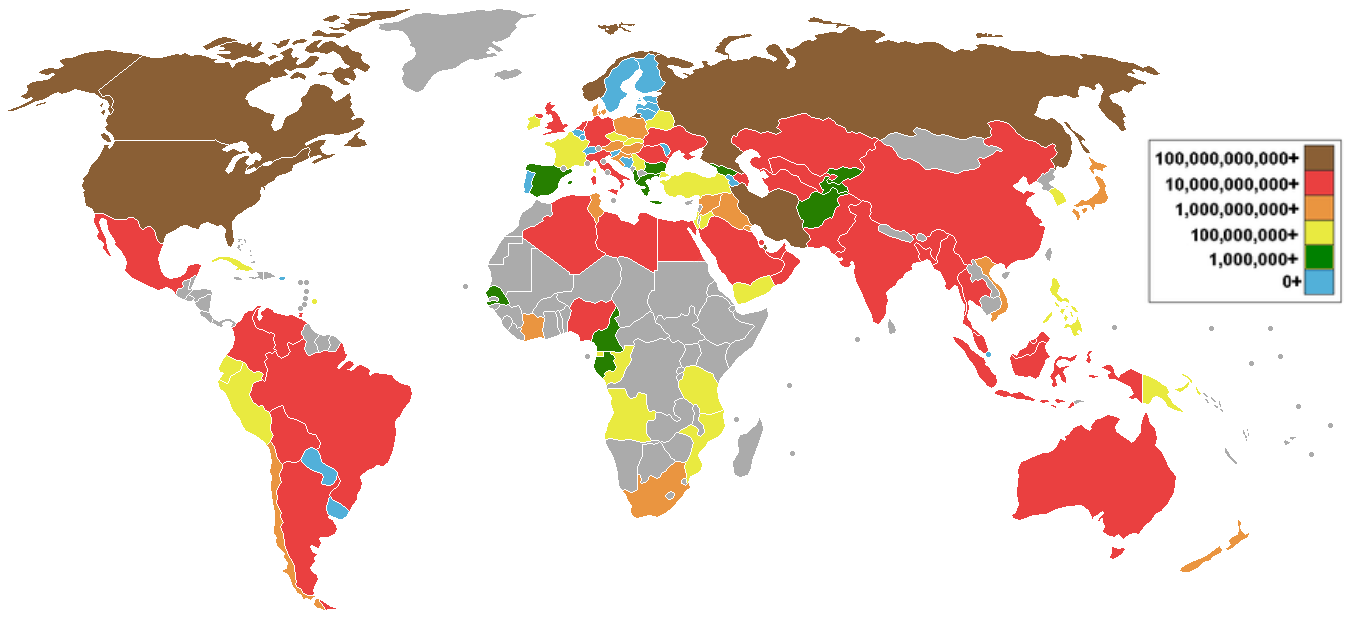
A világ földgázkitermelése (m³/év)

Az egyes fosszilis tüzelőanyagok szén kibocsátása, 1800-2004

Ez az utolsó lépcsőfok, mely még napjainkban is tart. Három folyamat együttesen határozza meg: az európai tudomány fejlődése a középkortól, az európai technika komplexitás-növekedése és az energetikai forradalom, mely a fosszilis tüzelőanyagok széles körű elterjedését és az elektromosság használatát jelenti. Ezen folyamatok eltérő időben és módon kezdődtek, de a 18. század második felétől szorosan összefonódtak. A második világháború után még nagyobb lendületet kap a folyamat, a környezeti szennyezések ezután válnak jelentős problémává a Földön. A bioszféra-átalakítás globálissá és teljessé válik, a geológusok ezért egy új földtörténeti időszakot is elkülönítenek az 1800-as évektől napjainkig, ez az antropocén.

#### Energetikai forradalom
A fosszilis tüzelőanyagok és az elektromosság megjelenése az egyik legnagyobb hatású változás, ha az emberek bioszféra-átalakító tevékenységét vizsgáljuk.
1. Kőszén: A kőszenet már a korai ókor óta használják tüzelőanyagnak, de igazán jelentőssé az ipari forradalommal (a gőzgép feltalálásával) vált. A kőszén és a gőzgép alapvetően segítette az ipari forradalom kialakulását Angliában. Ekkortól a gazdaságon belül az ipar vált a legfontosabb tényezővé és háttérbe szorította a mezőgazdaságot. A kőszén elégetésével éghető alkotóelemeinek oxidjai a levegőbe jutnak. A füstgáz legnagyobb része szén-dioxid, ami az üvegházgázok egyike; alapvetően ezt okolják a 18. század második fele óta tartó globális felmelegedésért. A nitrogén és kiváltképpen a kén oxidjai a légkörben gyorsan hidrolizálva erős ásványi savakat hoznak létre; ez a savas esők kialakulásának legfőbb oka.
2. Kőolaj: A kőolaj a 19. század közepétől magas fajlagos energiatartalma, könnyű kitermelése, szállítása, tárolása és alkalmazhatósága miatt az egyik legfontosabb, legszélesebb körben alkalmazott ásványi erőforrás. Igazán fontossá 1886 után, a belsőégésű motorok feltalálásával vált.
3. Földgáz: A földgáz csak a 20. század második felében kapott fontos szerepet, noha már az ókorban is felhasználták. A kínaiak már időszámításunk előtt földgázt használtak templomaik megvilágítására. Az újkorban, a 19. században a földgázt az Amerikai Egyesült Államokban kezdték el alkalmazni Fredóniában, fűtési célokra. Nagyobb mértékben 1884 óta alkalmaztak földgázt, amikor 23 kilométeres vezetéken át juttatták el Pittsburg-be, ahol a fűtésen kívül világításra is használták. 1950-ig az USA volt a földgáz szinte egyedüli kitermelője, majd csatlakozott Oroszország, Kanada, Hollandia, Nagy-Britannia, Norvégia, Németország, Románia, Olaszország, Mexikó, Venezuela, Algéria, Nigéria, Indonézia, Malajzia.
4. Elektromosság: Az elektromosság szó a görög elektron szóból ered (jelentése: gyanta, borostyánkő). Általános fizikai fogalom arra a jelenségre, amelynek során elektromos töltések jelenlétéről, mozgásáról, hatásairól van szó. Michael Faraday 1831-ben határozta meg az elektromágneses indukció törvényeit, mely a dinamók, generátorok és transzformátorok működésének alapja. Számos megnyilvánulási formája létezik, mint a villámlás, az elektromos tér kialakulása, az elektromos áram; valamint számtalan ipari alkalmazás használ elektromosságot, amit villamos erőművek állítanak elő. A különböző erőművekben alakítják át a fosszilis tüzelőanyagokat energiává. Napjainkban ezeket a folyamatokat okolják leginkább a globális klímaváltozásért.

#### Piacgazdaság megjelenése
A piacgazdaság olyan gazdasági rendszer, amelyben a termelési tényezők többségében magántulajdonban vannak, miket haszon elérésének céljából működtetnek, és ahol a termelt javak és szolgáltatások elosztását a túlnyomórészt a szabad piac határozza meg. A folyamatot a piaci mechanizmus működteti, ahol a magántulajdonban lévő termelési tényezőket és a megtermelt javakat a kereslet és a kínálat alakulása szerint cserélik el.
Az emberiség története során a piac már korábban is megjelent, de nem volt ennyire meghatározó. Mai formája Angliában alakult ki a gépies termelés megjelenését követően. Mivel a drága gépeket csak akkor volt gazdaságos működtetni, ha nagy mennyiségű terméket tudnak előállítani és eladni, így megteremtették a felvevőpiacot és biztosították az állandó keresletet az áruk iránt.
A természetszemlélet is megváltozott, az embereket körülvevő környezetben csak a nyersanyagforrást látták. A társadalmi kontroll meggyengült, a gazdaság kezdi átalakítani a társadalmat, korábban a társadalom kontrollálta a gazdaságot. A legfontosabb értékké az anyagi javak felhalmozása, bősége válik, így elkezdődik a felhalmozás, a nyereségszerzés megjelenik az emberek életében. Végül a társadalom is elkötelezetté válik a gazdasági növekedés mellett.

#### Gyarmatosítás és világgazdaság fokozódása

A gyarmatosítás folyamata

A 19. századtól újabb lendületet kap a gyarmatosítás, ezzel együtt a világkereskedelem is óriási mértékben bővül (főképp az 1800-tól 1913-ig tartó időszakban). A kereskedelemmel együtt a közlekedés volumene és gyorsasága is növekszik, a mobilitás fokozódik.
Egyre könnyebbé vált a távoli források kiaknázása és nyersanyagok felhasználása. A gyarmatok önellátás helyett a világpiacra termelnek, kiszolgáltatottá és függővé válnak. A népességszám a gyarmatosító országokban növekedni kezdett, mivel többé nem a helyi feltételek és források befolyásolták változását. Megjelenik a turizmus, mint új gazdasági ág, igen nagy környezetterhelés jellemzi. A kommunikáció és technika is tovább fejlődik, egy sor új találmány születik ebben az időben, például a távíró.

#### Vegyipar kibontakozása
A vegyipar megjelenése és kibontakozása szorosan összefügg az energetikai forradalommal, mivel nagyon energiaigényes tudományról van szó. A 19. században kezdődött meg a szintetikus vegyületek előállítása, sok anyag hatását még a mai napig sem ismerjük, az ismertek közül pedig a legtöbb toxikus tulajdonságokkal bír. A műanyagokat a második világháború után kezdték meg széles körben alkalmazni, napjainkban hulladékként okoznak főképp problémát.

#### A mezőgazdaság, halászat iparosítása

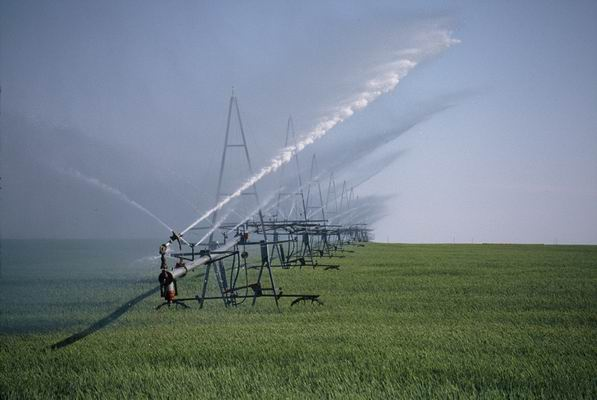
Öntözés New Jersey-ben

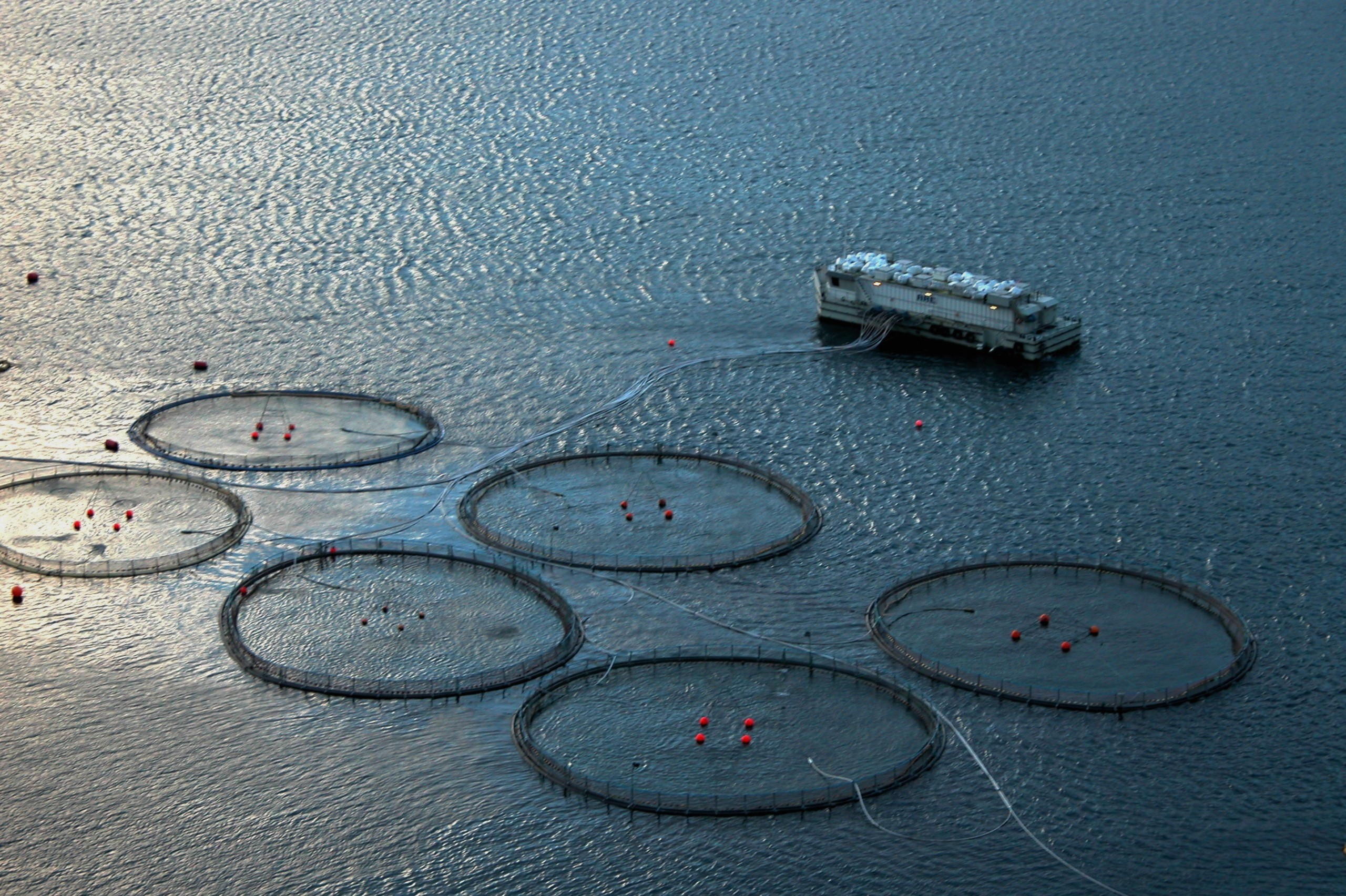
Halfarm Feröeren

Az ipari forradalom a mezőgazdaságra is hatással volt, elindult a gépesítés, melynek következtében növekedtek a mezőgazdasági hozamok. A vegyipar állította elő a mezőgazdaság számára a műtrágyákat és a különböző növényvédő szereket. Az öntözés is fokozódott, ekkor kezdődött meg a felszín alatti vizek tömeges használata, az eddigi száraz területeken is ültetvényeket tudtak létesíteni az öntözésnek köszönhetően. A növekvő mezőgazdasági termelést népességnövekedés követte.
A 19. században a halászat iparosítása is megkezdődött. Ehhez szükség volt bizonyos találmányokra, például: motoros hajó, csörlő, hűtőhajó. Következménye a fenntarthatatlan halászati eljárások elterjedése lett, mely napjainkra kimerülő halászhelyekhez vezetett. Emellett elterjedt az akvakultúra (más néven vízművelés), mely a tengeri és édesvízi növények és állatok kontrollált körülmények közötti tenyésztését jelenti.

#### Urbanizáció
Urbanizáció alatt az emberi települések sűrűsödését és növekedését értjük. Ez a folyamat napjainkban egyre gyorsabban és nagyobb mértékben történik. Az emberi történelem során a városok kicsik voltak, növekedésüknek az energetikai korlátok vetettek gátat.
A 18. század végéig a városlakók aránya elhanyagolható volt, alig 1,6%. Ez az 1800-as évek elejére 3%-ra nőtt, kiemelkedően magas volt Nagy-Britanniában (32%) és a Németalföldön. 1900-ra a városlakók aránya 13,6%-ra nőtt, három igen magasan urbanizált övezet létezett: Nagy-Britannia (78%), Benelux államok, Franciaország és Németország (40-50%) és az USA (40%). Globálisan 1-21%-os volt a városlakók aránya a 20. században.
1850-ben csak két 1 milliónál több lakosú város volt a Földön: London és Párizs. A milliós nagyvárosok száma az 1900-as évekre 11-re nő (London, New York, Párizs, Berlin, Chicago, Philadelphia, Tokió, Bécs, Szentpétervár, Manchester, Isztambul), 1950-re pedig számuk eléri a 83-at, a 2000-es években pedig a 387-et.
A városlakók aránya a Földön:
| Terület              | 1920 | 1940 | 1960 | 1980 | 2002 |
| -------------------- | ---- | ---- | ---- | ---- | ---- |
| Európa               | 35%  | 40%  | 44%  | 65%  | 71%  |
| Észak-Amerika        | 41%  | 46%  | 58%  | 81%  | 87%  |
| Latin-Amerika        | 14%  | 20%  | 33%  | 60%  | 80%  |
| Ázsia                | 6%   | 12%  | 19%  | 31%  | 35%  |
| Afrika               | 5%   | 7%   | 13%  | 28%  | 39%  |
| Ausztrália – Óceánia | 37%  | 41%  | 53%  | 75%  | 80%  |
| Összesen             | 15%  | 19%  | 25%  | 46%  | 51%  |

Az urbanizáció hatásai a bioszférára:
- megnövekedett a helyigény a városok terjeszkedése és a mobilitás növekedése miatt
- megnő a szállítás mértéke, messzebbről kell ellátni a városokat
- az emberek eltávolodnak a természettől
- városi környezeti problémák jelentkeznek, pl: szmog, fényszennyezés, zajszennyezés

#### Tudományos forradalom
A tudományos forradalom hatására megváltozott az emberek szemlélete, világnézete és értékrendje. Európában a tudomány a középkortól kezdett el fejlődni, de jelentőssé a 17. században René Descartes, Isaac Newton és kortársaik munkája révén vált.
- Descartes a gép metaforát és a mechanikus természetszemlélet alapjait dolgozta ki, azt állította, hogy az élőlények is gépek. A természetben csupán a felhasználható anyagot látta.
- Isaac Newton a mechanikus természetszemlélet alapjait dolgozta ki, ezt később az új tudományterületek is átvették.
- a felvilágosodás során az első számú cél az volt, hogy az ész, a ráció és a tudomány segítségével felszabaduljanak az emberek a természet kötöttségei alól. Újfajta emberi viselkedés alakult ki, a racionalitás, az észszerűség, az etika háttérbe szorult. Ekkor alakult ki a haladásba vetett hit, mely a technikai és gazdasági növekedés motorja a mai napig.

Hatások: a tudományos forradalom hatásai a mai napig igen jelentősek, kezdve a vegyipar termékeitől az atomenergián át a géntechnológiáig. Számos pozitív és negatív hatással voltak az emberiségre és a bioszféra állapotára.

#### Az emberi kórokozók visszaszorítása

A penicillin alapváza

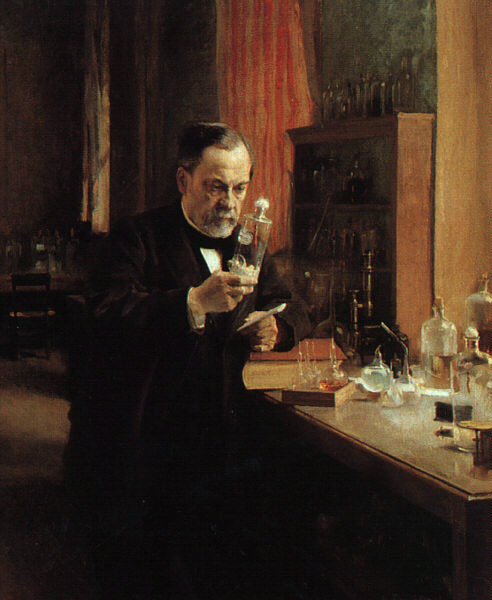
A. Edelfeld: Pasteur a laboratóriumában c. festménye

A 19. századtól a vegyipar felvette a küzdelmet az emberi betegségekkel szemben, később ez vezetett a népességrobbanáshoz. Az emberi kórokozók visszaszorítása során elért főbb eredmények:
- 1860-70: csíraelmélet megfogalmazása (Pasteur), felismerik, hogy a betegségeket apró kórokozók okozzák
- védőoltások elterjedése, így a védekezés hatékonyabbá válik
- közegészségügy javulása: hatékony fertőzésgátló módszerek elterjedése
- személyes higiénia javulása
- általánossá válik az étel hűtése, a víz tisztítása
- 1929: megjelenik az első antibiotikum, a penicillin
- rovarirtószerek alkalmazása: a maláriaszúnyog visszaszorítása

A Föld népességének növekedése és a megkétszereződési szakaszok:
| Időszak                                 | Növekedés (millió fő) | A megkétszereződéshez szükséges évek |
| --------------------------------------- | --------------------- | ------------------------------------ |
| i. e. 10000-től i. e. 7000-ig           | 5-10                  | 3000                                 |
| i. e. 7000-től i. e. 4500-ig            | 10-20                 | 2500                                 |
| i. e. 4500-tól i. e. 2500-ig            | 20-40                 | 2000                                 |
| i. e. 2500-tól i. e. 1000-ig            | 40-80                 | 1500                                 |
| i. e. 1000-től az időszámítás kezdetéig | 80-160                | 1000                                 |
| az időszámítás kezdetétől 900-ig        | 160-320               | 900                                  |
| 900-tól 1700-ig                         | 320-600               | 800                                  |
| 1700-tól 1850-ig                        | 600-1200              | 150                                  |
| 1850-től 1950-ig                        | 1200-2500             | 100                                  |
| 1950-től 1990-ig                        | 2500-5300             | 40                                   |
| 1990-től 2085-ig (előrejelzés)          | 5300-10200            | 95                                   |

#### A fogyasztói társadalom kialakulása
A fogyasztói társadalom a 20. században alakult ki a megnövekedett ipari termelés nyomán, a második világháború után vált általánosság az iparilag fejlett országokban. Jelenleg 2 milliárd ember él ebben a társadalmi formában.
A fogyasztói társadalom olyan társadalmat jelöl, ahol az egyre növekvő számú javak és szolgáltatások fogyasztása az emberi élet (egyik) társadalmilag elfogadott célja, s egyszersmind sokak legfontosabb személyes motivációja, továbbá ahol a társadalmi struktúrák, mechanizmusok jelentős része a fogyasztói viselkedésben, fogyasztói struktúrákban nyilvánul meg.

## Az ember okozta környezeti problémák
Az ember okozta környezeti problémák igen sokrétűek, idetartozik a természetes élőlénytársulások megváltoztatása (pl: erdőirtások), a társulások közötti anyagáramlások megváltoztatása, a globális éghajlatváltozás és a biológiai sokféleség csökkentése.

### Természetes élőlénytársulások megváltoztatása

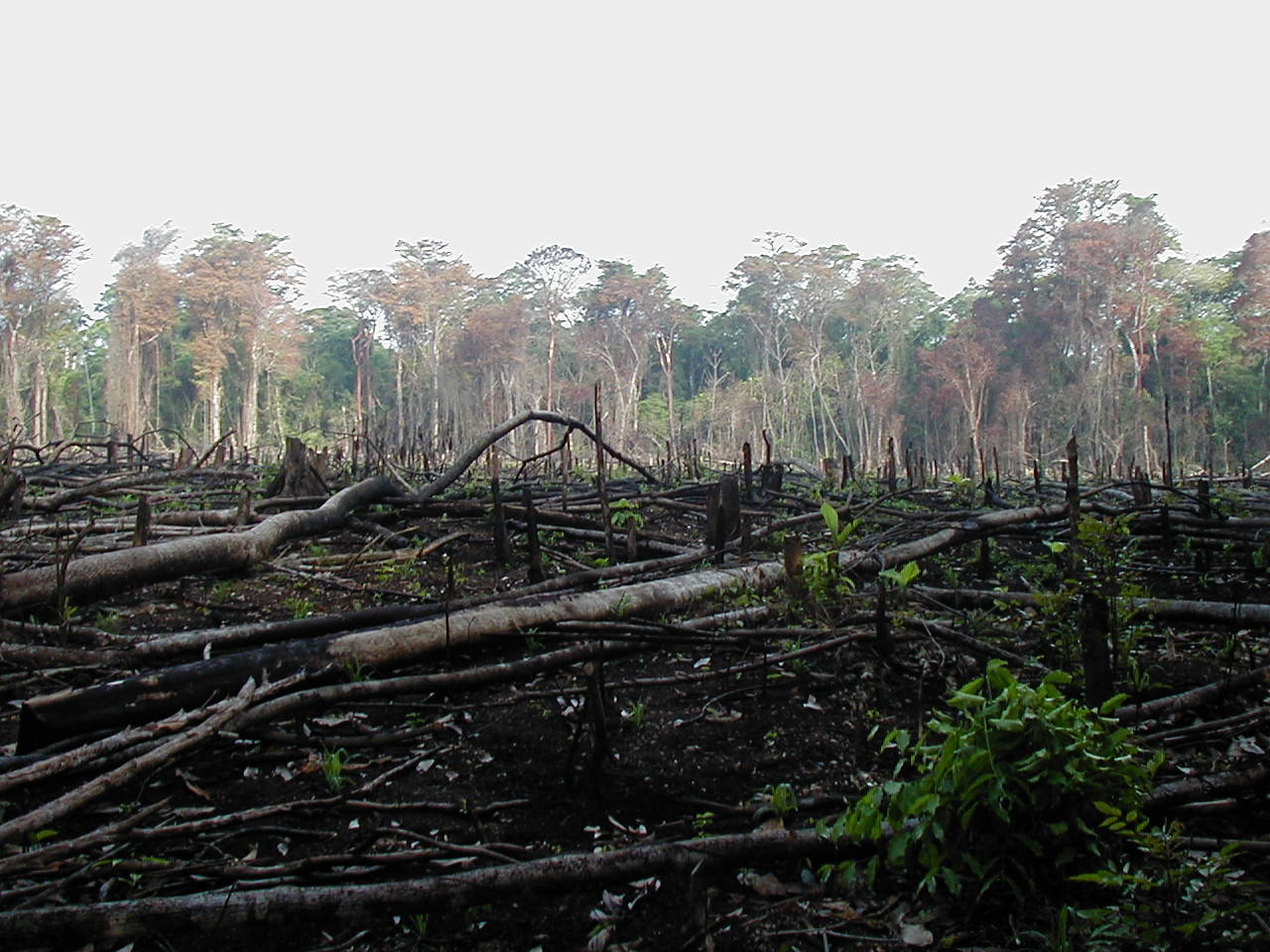
Mezőgazdasági célra felégetett dzsungel (dél Mexikó)

Az ember mindig is megváltoztatta környezetét, a kérdés az, hogy ezt milyen módon és milyen mértékben teszi. A változtatás lehet átalakítás (pl: az erdőkben fakivágás, vagy idegen fajok behurcolása), vagy helyettesítés (pl: ültetvények létesítése, települések és utak építése korábban természetközeli élőhelyeken).
Napjainkra már minden élőlénytársulás közvetlen kapcsolatba került az emberrel a bolygón, ez alól kivétel talán a mélytengerek területe lehet. Az ember hatása által alig érintett területek közé leginkább a tajga, tundra, sivatagok, Amazónia, Közép-Ázsia és Ausztrália területe tartozik.

#### Erdőirtások
Az erdőirtás az erdőknek a szakszerű erdőgazdálkodás, újratelepítés nélküli elpusztítása. Oka a fakitermelés, a mezőgazdasági területek növelése és az urbanizáció növekedése, a 20. század előtt fontosabb volt a mezőgazdasági területnyerés, ma már a tüzelőanyag kinyerése a legfontosabb ok. A papír nem tartozik a fő felhasználási területek közé.
Napjainkra 10 millió km² területről tűnt el az erdő, ez nagyjából 20-25%-a az összes erdőterületnek. A történelem során két időszakban következett be nagyobb mértékű erdőirtás, a 17. század közepén és 1945 után, a láncfűrész feltalálásával. Kezdetben a mérsékelt övben volt jelentősebb a fakitermelés, napjainkban a trópusokon a legjelentősebb, főbb helyszínek: Indonézia, Thaiföld, Malájzia, Brazília, Banglades, Kína, Srí Lanka, Laosz, Nigéria, Libéria, Guinea és Ghána. A periféria országaiban nincsenek megfelelő törvények az erdők védelmére, így itt még nagyobb az erdőirtás üteme.
A trópusi esőerdők égetése nemcsak az adott területen vezet ökológiai katasztrófához, hanem a felszabaduló szén-dioxid nagyban hozzájárul a globális felmelegedési válsághoz. Ezen kívül a trópusi erdők irtása a fajkihaláshoz is nagyban hozzájárul, mivel fajok 50%-a él Földünk ezen területén.
Magyarország helyzete
Régen Magyarország ⅔-át erdők borították, ma az erdősültség 20-21%-os, ebből a természetközeli erdő csupán 6-7%. Teljesen természetes állapotú (ős)erdő nincsen, és problémát okoz a telepített erdők nagy aránya. De elmondható, hogy az erdőterületek folyamatosan növekednek hazánkban.

#### Felszíni és felszín alatti vizek

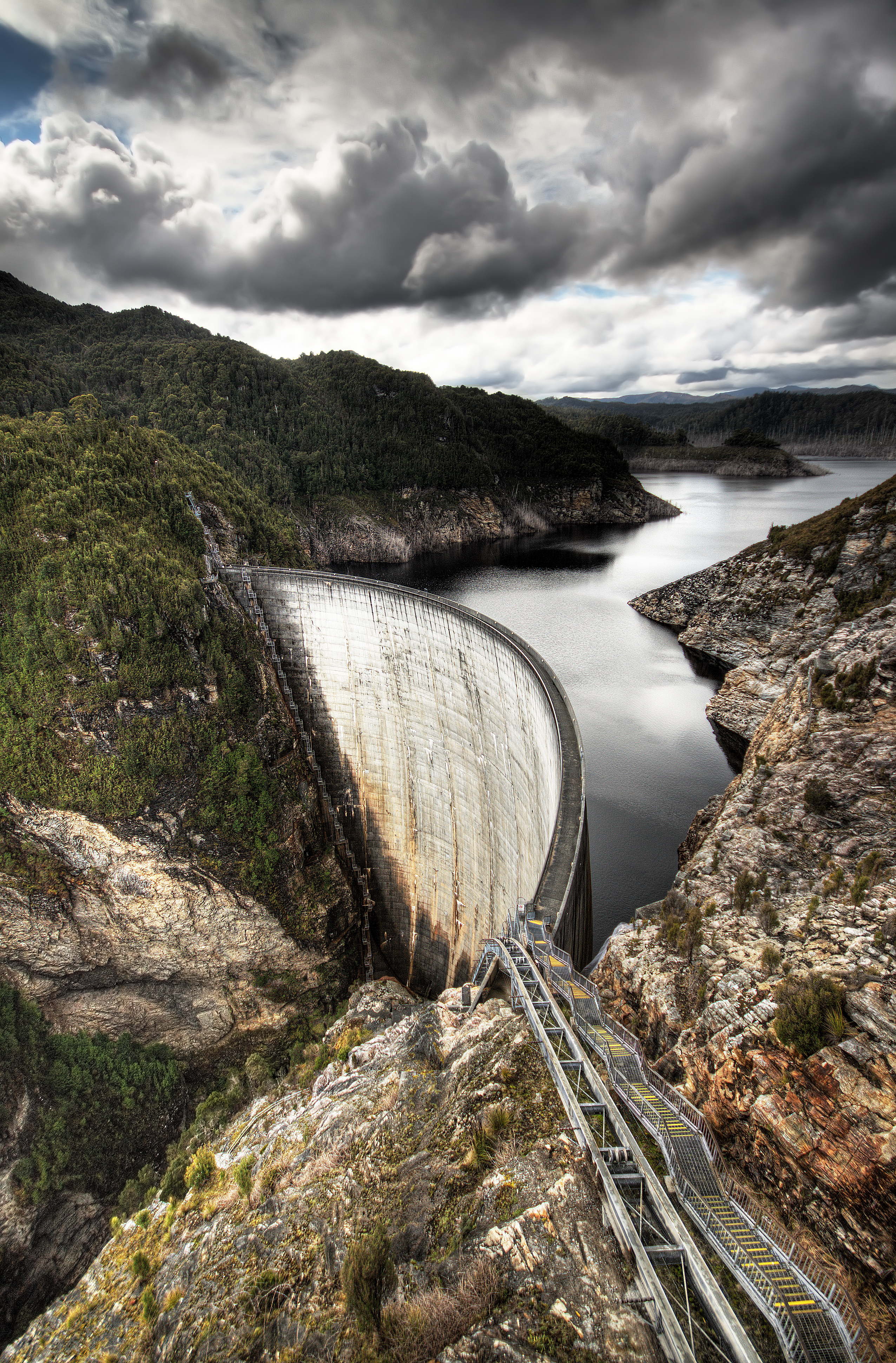
Duzzasztógát Ausztráliában

A vizeket érintő legnagyobb emberi beavatkozások a folyószabályozások és gátépítések. A gátépítések célja, hogy duzzasztás után öntözésre és energiatermelésre használhassák az így összegyűjtött vizet. A gátak 1945 után kezdtek el rohamos mértékben épülni, napjainkban már 45-50 ezer nagygát található a világon, a legtöbb Kínában (25 ezer db). Itt található egyben a legnagyobb ilyen létesítmény is a világon, a 185 méter magas és 632 km² területű tavat felduzzasztó Három-szurdok erőmű.
A gátépítések negatív hatásai:
- környezetükben kitelepítések zajlanak, sokszor lakott területeket árasztanak el a felduzzasztott vízzel
- a folyóvízi élőhelyek feldarabolódnak
- a gátak visszatartják a folyó üledékeit, így a deltatorkolat nem tud természetes módon tovább épülni, sokszor elkezd visszahúzódni
- természetkárosítással járnak, példa: Magyarországon a Bős-nagymarosi vízlépcső

Az óceánok, tengerek élővilágára a halászat van nagy hatással, átalakítja a természetes ökoszisztémát. Jellemző a túlhalászat és a fenékhálós halászat általi természetkárosítás. Nagyjainkban egyre elterjedtebb módszer az akvakultúra, melyet "vízi mezőgazdaságnak" is hívnak ipari jellege miatt. Szennyezést okozhat a mélytengeri kőolajbányászat és a fúrótornyok, tanker hajók balesetei, Napjainkban egyre gyakoribb, hogy a tengeren létesítenek szélerőműparkokat is, ez szintén hatással lehet az élővilágra.

#### Talaj, erózió
Talajeróziónak nevezik a csapadék felszíni, ritkábban felszín alatti pusztító tevékenységét. Klasszikus értelemben a felszínen lefolyó csapadék erózióját nevezték talajeróziónak, de kutatások bizonyították, hogy az esőcseppek felszíni becsapódása (csepperózió), és a talajban szivárgó víz oldó hatása (oldásos erózió) is okoz szerkezetrombolást, illetve anyagveszteséget, ezáltal csökkenve a talaj termőképességét. Évi 120 ezer km² termőföld válik alkalmatlanná a művelésre az erózió miatt.
Hatásának elsősorban a növényzettel nem borított talajfelület van kitéve, amit a domborzati viszonyok (pl. meredek lejtők) fokoznak. A növényzet nélküli területekről a termőréteg, a humusz lemosódik, így ott mezőgazdasági művelés vagy erdőtelepítés már nem lehetséges. Megakadályozásához kívánatos a teraszos művelés, az erdősávok telepítése, illetve a tarvágások a visszaszorítása.

### A társulások közötti anyagáramlások megváltoztatása
A Földnek, mint ökológiai rendszernek van egy természetes anyag-, és energia körforgalma, amelynek legfontosabb mozgatórugója a Nap sugárzó energiája. Az élőlények, a geológiai folyamatok és a kémia reakciók hatására az elemek folyamatos körforgásban vannak a litoszféra, a pedoszféra, a hidroszféra, a bioszféra és az atmoszféra között. Ezeket az anyagkörforgalmakat biogeokémiai ciklusoknak is nevezzük.
Egy kémiai elem biogeokémiai körforgásában az alábbi tényezőket vizsgálják:
1. az adott elem milyen mennyiségben, koncentrációban és mely vegyület formájában van jelen az egyes ökológiai rendszerekben (rezervoárok)
2. az egyes rezervoárok között milyen mértékű az anyagtranszport
3. melyek azok a kémiai, biológiai és fizikai (geológiai) mechanizmusok, amelyek az anyagtranszportot szabályozzák
4. a természeti vagy az antropogén anyagtranszport milyen környezeti változásokat hoz létre
5. az utóbbiak hatására a természetben létrejövő szabályozó, kiegyenlítő mechanizmusok

Az anyag- és energiaáramlások nagy része már jóval az ember létezése előtt végbement.Az ember megjelenésével, termelési és fogyasztási tevékenységei révén módosította a természetes anyag- és energiaáramlásokat. Például a elkezdte elégetni a fosszilis tüzelőanyagokat, így a légkörbe többlet-CO2 került és ez befolyásolta a szén-ciklust, üvegházhatást, globális felmelegedést idézett elő.
Minden biogeokémiai ciklus leírható egy modellel, amely egy kémiai elem (pl. szén – C) vagy vegyület (pl. CO2) mozgását mutatja be. Az egyes kémiai elemek biogeokémiai ciklusai szorosan összefüggnek egymással. A továbbiakban láthatóak a legfontosabb biogeokémiai ciklusok és az, hogy miképp avatkozott be ebbe az emberiség.

#### Nitrogénciklus

Nitrogénciklus

A nitrogéngáz színtelen, szagtalan, nem reakcióképes anyag. Vízben csak nagyon kis mértékben oldódik. A nitrogén változatos formában, nagy mennyiségben fordul elő a természetben, 99,5%-a a légkörben található. Fehérjék, nukleinsavak, humuszmolekulák fontos építőeleme, így a földi élethez nélkülözhetetlen. Fontos, hogy csak bizonyos fajok (pl.: Rhizobium, Azotobacter, kékalga) képesek N2-t megkötni. Ezen mikroszervezetekbe és szimbiontáikba épült nitrogén elpusztulásuk után mineralizálódik, ammónia vagy ammóniumsók keletkeznek (ez ammonifikáció), majd O2 jelenlétében nitritté, majd nitráttá alakul. Ez utóbbi két vegyület már felvehető a növények számára is.
Égése a természetben villámláskor játszódik le, kb. 3000 °C-os hőmérsékleten oxigénnel egyesül: N2 + O2 = 2 NO, de ugyanez a reakció a különböző égési folyamatok során is végbemegy, ez okozza nitrogén-oxid megjelenését a környezetben. Hidrogéngázzal ammóniává egyensúlyi reakcióban egyesül megfelelő körülmények között (magas hőmérséklet és nyomás, katalizátor alkalmazása).
A nitrogén globális körforgalma:
- A bioszférában jelenlevő nitrogén legnagyobb mennyiségben a légkörben található meg (3.9 x 1021 g)
- Ennél jóval kevesebb nitrogént tartalmaz a szárazföldi társulások biomasszája (3.5 x 1015 g)
- a talaj szerves anyagai (95-140 x 1015 g) mennyiségű nitrogént tartalmaznak
- A növények és a mikrobák gyors nitrogén-felvétele miatt kevés nitrogén marad meg szervetlen formában a talajban, ezért a nitrogén sok esetben limitáló tápanyag lehet

Az emberi beavatkozás hatásai:
Az emberiség nagy mértékben változtatja meg a nitrogénciklust. Az emberek tevékenységükkel maguk is megkötnek nitrogént, például ipari ammóniaszintézissel, pillangósvirágúak termesztésével, fosszilis tüzelőanyagok elégetésével. Ezzel párhuzamosan mobilizálják is a nitrogént, égetés során az elraktározott nitrogént szabadítják fel, így az üvegházhatású N2O fokozatosan növekszik a légkörben.
Az NOx légköri koncentrációja is növekszik, mely az alacsony légköri (mérgező) ózon képződését segíti, így hozzájárul a nagyvárosi szmog kialakulásához. Az iparosodott területeke jellemzőek a savas esők, a szénsavas ülepedés miatt. A megnövekedett nitrogén mennyisége miatt tengeri halálzónák alakulnak ki, mivel a könnyebben felvehető nitrogénvegyületek nagymértékű eutrofizációt okoznak.

#### Foszforciklus
A foszfor egy nemfémes, szilárd kémiai elem. Neve görög eredetű, jelentése „fényhozó”. Az ún. biogén elemek közé tartozik, az emberi szervezetben nagy mennyiségben található (700-800 g/felnőtt). Szükséges a csontok, fogak felépüléséhez, az idegrendszer működéséhez, a fehérje-, szénhidrát-, zsíranyagcseréhez, a fehérjeszintézishez és az enzimek működéséhez.
A foszfor globális körforgalma:
- A foszfor főként üledékes és mélységi kőzetekben tárolódik, innen mállás és kimosódás útján kerül a talajba, vízzel együtt pedig a táplálékláncba.
- A természetben leggyakrabban foszfátként (PO 43-) van jelen a vizekben vassal, az alumíniummal és a kalciummal alkotott vegyületei gyakoriak.
- Oxigéndús közegben magasabb oxidációs állapotú kationokkal, míg oxigén szegény, szerves anyaggal terhelt felszíni vizekben és a talajvízben redukált állapotú kationokkal képez vegyületeket.

Az emberi beavatkozás hatásai:
A foszfor kőzetek bomlásával, szennyvizekből és mezőgazdasági művelés következtében kerül a vizekbe. Az ember anyagcsere folyamatai naponta 2g/fő, a felhasznált mosószerek további napi 2 g/fő foszforterhelést jelentenek. Az intenzív mezőgazdasági művelés alatt álló területekről átlagosan 50 kg/km2 foszfor mosódik ki.
A túlzott foszforbevitel növeli a biológiai produkciót és az eutrofizációt. A foszfortartalom gyakran limitáló tényező, a foszfor 10 mg/m3 koncentrációja alatt az eutrofizáció megelőzhető.

#### Szintetikus vegyületek
Jelenleg több, mint 100.000 szintetikus vegyületet gyártunk, a legtöbbről kevés információval rendelkezünk. Ezen vegyületek nagy veszélyt hordozhatnak magukban, hatásukat nem ismerjük, nem jelezhetjük előre. Jól mutatja ezt a halogénezett szénhidrogének, CFC-gázok gyártása is, melyek az ózonréteg csökkenéséhez vezettek. A difluor-diklórmetánt (Freon-12, CFC-12), mely egy klórozott-fluorozott szénhidrogén-származék, hűtőanyagként vagy aeroszol-hajtógáznak használtak 1995-ig, amikor betiltották ózonkárosító hatása miatt.
Az ózonréteg csökkenése:

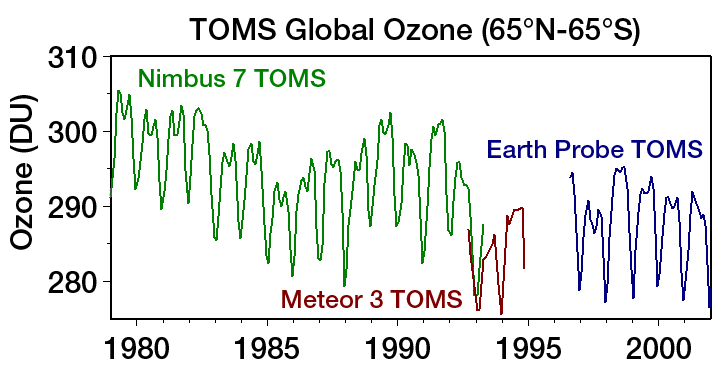
A Dobson-egységben mért teljes ózonmennyiség (az Északi- és a déli sarkkör között) havi átlaga 1979 és 2002 között. A zöld vonal a Nimbus-7 TOMS műszer, a vörös és a kék vonal a Nimbus-3 ill. az Earth Probe TOMS műszerek mérési eredményei.

Az ózonréteg a sztratoszféra ózontartalmú része. Az ózonréteg feladata (az élővilág szempontjából) a Napból érkező káros ultraibolya sugárzás elnyelése. Az ózonréteg vastagsága jelentősen változik világszerte. Az Egyenlítő felett a réteg vastagabb, a sarkok felett a legvékonyabb. Az északi félteke felett az ózonszint körülbelül 4%-kal csökken évente. Az ózonlyuk az atmoszféra azon területét, ahol az ózonkoncentráció 220 Dobson-egység alá esik.
Az ózonréteget egy francia fizikus, Charles Fabry fedezte fel 1913-ban. Tulajdonságait egy brit meteorológus, G. M. B. Dobson fedezte fel, aki egy egyszerű spektrométerrel mérte meg a sztratoszférabeli ózonmennyiséget. Elsőként az 1970-es években tapasztaltak ózonkoncentráció csökkenést az Antarktisz feletti sztratoszférában. A mérések gyors ütemű csökkenést jeleztek, míg 1955-ben 320 Dobson-egységet mértek, addig 1975-re ez 280-ra, majd 1995-ben 90-re süllyedt. Mivel más régiókban a mérések folyamán nem tapasztaltak csökkenést, ezért közel egy évtizedig mérési hibaként könyvelték el az antarktiszi eredményeket. 1974-ben három tudós, Paul Crutzen, F. Sherwood Rowland és Mario Molina kimutatta, hogy a fogyatkozás valóságos jelenség, és rámutattak, hogy az okozóit a mesterséges eredetű vegyszerek körében kell keresni. A felfedezésért a három tudóst megosztott Nobel-díjjal jutalmazták.
Az ózonréteg védelme
Az ózonkoncentrációt csökkentő kibocsátásának korlátozásáról szóló tárgyalások az 1980-as évek közepén kezdődtek el. 1985 márciusában a kormányok elfogadták az ózonréteg védelméről szóló bécsi egyezményt. Ugyanebben az évben a British Antarctic Survey először számolt be az ózonlyuk kialakulásáról, szorgalmazva ezzel a további tárgyalásokat. 1987-ben Montrealban aláírták az ózonréteget csökkentő vegyi anyagok kibocsátásának visszaszorításáról szóló jegyzőkönyvet. Ezt a jegyzőkönyvet Londonban és Koppenhágában módosították, előrehozva a veszélyes vegyi anyagok termelésből való kivonásának határidejét. A tudományos eredmények azonban azt mutatták, hogy ezek az intézkedések nem kielégítőek, 1997-ben elfogadták az ózoncsökkentő gázok teljes kivonását. Ennek köszönhetően a főbb ózoncsökkentő vegyi anyagok használata 80%-kal csökkent, ennek ellenére a CFC-gázok illegális kereskedelmét évi 25 000 tonnára becsülik.
| Ózoncsökkentő anyag                          | Ipari országok | Iparosodó országok |
| -------------------------------------------- | -------------- | ------------------ |
| halon                                        | 1992/1994      | 2002/2010          |
| klórozott és fluorozott szénhidrogének (CFC) | - /1996        | - /2010            |
| szén-tetraklorid (CCl4)                      | - /1996        | - /2010            |
| metil-kloroform                              | 1993/1996      | 2003/2015          |
| metil-bromid                                 | 1995/2005      | 2002/2015          |
| hidrokloro-fluorokarbonok (HCFC)             | 1996/2030      | 2016/2040          |

Az alábbi táblázat az ipari és az iparosodó országokban használt ózoncsökkentő gázok betiltásának időpontját mutatja. Az első adat a felhasználás befagyasztásának időpontja, a második pedig azt mutatja, hogy mikortól lépett érvénybe az adott anyag felhasználásának teljes tilalma.
- Svédország volt az első ország, amely (1978. január 23-án) betiltotta az ózonréteget károsító aeroszol spray-k használatát.
- Az ózonlyuk kialakulásának megelőzése érdekében született a montreali és a kiotói egyezmény, melyben az aláíró országok vállalták, hogy csökkentik az ózonréteget romboló kémiai anyagok kibocsátását.
- Egy 2003-as tudományos bejelentés szerint a CFC gázok nemzetközi betiltásának köszönhetően az ózonréteg pusztulása lelassult. A bejelentést földi és műholdas műszerek vizsgálataira alapozták.

### Globális éghajlatváltozás
Globális felmelegedésnek az utóbbi évtizedek éghajlati változásait nevezzük: emelkedik az óceánok és a felszínközeli levegő hőmérséklete. A folyamat várhatólag folytatódik; végállapotát még becsülni sem tudjuk. Az Éghajlatváltozási Keretegyezmény a globális éghajlatváltozás kifejezést az ember által okozott klímaváltozásra használja.

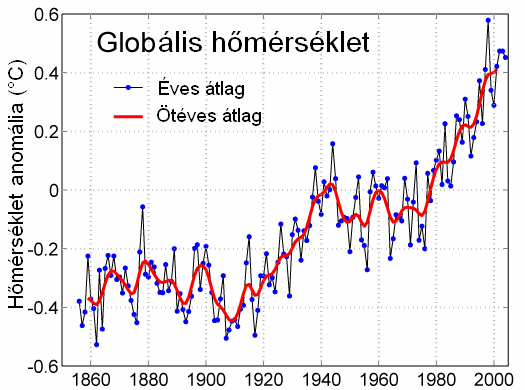
A felszínközeli levegő átlagos hőmérsékletének emelkedése 1860 és 2000 között. A fekete görbe az éves, a vörös görbe pedig az ötéves átlaghőmérséklet alakulását mutatja

Az Éghajlatváltozási Kormányközi Testület (Intergovernmental Panel on Climate Change, IPCC) adatai szerint a levegő földközeli átlaghőmérséklete 1905 és 2005 között 0,74 ± 0,18 °C-kal nőtt meg. A testület szerint ennek fő okai a XIX. század közepe óta légkörbe juttatott, üvegházhatást okozó gázok. Az üvegházgázok növelik az alsó légkör, a troposzféra hőmérsékletét Az IPCC által elfogadott éghajlatmodellek szerint a Föld felszíni hőmérséklete 1990 és 2100 között feltehetően 1,1–6,4 °C-kal nő. Bár a legtöbb tanulmány csak 2100-ig tekint előre, a felmelegedés utána is folytatódhat, hiszen a szén-dioxid (CO2) más üvegházgázokkal együtt hosszú ideig a légkörben marad.
A globális hőmérséklet-növekedés környezeti változásokhoz, a tengerszint emelkedéséhez, a csapadék mennyiségének és térbeli eloszlásának megváltozásához, szélsőséges időjárási viszonyokhoz vezet. Várhatóan változik a mezőgazdaság termelőképessége is. Mindez komolyan hathat a gazdaságra, növelheti vagy csökkentheti egyes országok nemzeti össztermékét. Számíthatunk egyes természetes vizek kiszáradására, a gleccserek (el)olvadására, az árvizek, hurrikánok és tájfunok gyakoribbakká, nagyobbakká, pusztítóbbakká válhatnak — eközben a fagy és általában a hideg okozta károk jelentősen csökkenhetnek. Egyes állat- és növényfajok kipusztulásának sebessége jelentősen nő, másoké viszont megállhat; új ökológiai fülkék alakulhatnak ki és népesedhetnek be. Eközben bizonyos invazív fajok elszaporodása felgyorsulhat, számos élőhely ökológiai egyensúlya felborulhat. Bizonyos betegségek könnyebben elterjedhetnek; több, eddig már „megfékezettnek” hitt betegség mutáns változataival újra megjelenhet. A változások a Föld egyes területein különbözőek lehetnek.

### Biológiai sokféleség csökkentése
Biológiai sokféleség csökkenésén a populációk és az egyes fajok kihalását, fajszám-csökkenését értjük. A fajok kihalását megelőzi a populációk egyedszám-csökkenése, a közöttük lévő kapcsolatok megszakadása, majd teljes eltűnése. A folyamat megállítható, történhet spontán visszatelepüléssel, vagy mesterséges telepítés is történhet. Ha a fajkihalás már bekövetkezik, a folyamat visszafordíthatatlan. A fajkihalás napjaink egyik legsúlyosabb ökológiai problémája.
A földtörténet során a valaha létezett fajok 99%-a már kihalt, az emberi tevékenység nélkül évi 2-3 faj halna ki, de jelenleg a fajkihalás üteme több száz faj/év. Tömeges kihalások korábban is voltak, a permben a tengeri fajok 90%-a kihalt, 65 millió évvel ezelőtt pedig a dinoszauruszok pusztultak ki. A jelenlegi 6. nagy fajkihalási periódus a leggyorsabb a bolygó történetében. Napjainkban 1,7 milliárd faj ismert, ennek tízszerese lehet a valódi fajszám. Még jelenleg is évi 13-15 ezer új fajt írnak le, ezeknek nagy része ízeltlábú.
A fajkihalások fő okai:
- Élőhelyek eltűnése: a mesterséges társulások, ipari területek és települések létesítésével a fajok élőhelye eltűnik, ha nem tudnak máshová vándorolni, végképp eltűnnek
- Túlvadászat, túlhalászat, túlgyűjtés
- Fajok behurcolása: idegen fajok is megjelenhetnek egy élőhelyen, ha behurcolják őket, ilyenre példa az akác, parlagfű, bálványfa, angolna, amur és busa Magyarországon. Ezek később özönfajokká válhatnak kontrollálhatatlan szaporodásukkal és kiszoríthatják az őshonos fajokat. Ennek oka, hogy természetes ellenségeik nem jelennek meg így az invazív fajok ellen nem tudnak védekezni. A behurcolás főképp szigeteke és édesvizekben jellemző
- Biogeokémiai ciklusok megváltoztatása: a gyors éghajlatváltozáshoz a fajok nem tudnak alkalmazkodni, a hegyvidéki, sarkvidéki területek és a korallzátonyok a leginkább veszélyeztetettek
- Géntechnológia
- Élőlény-kereskedelem
- Fényszennyezés: a települések túlzott kivilágítása a kétéltűekre és a vándormadarakra van negatív hatással
- Túltartott vadállomány: Magyarországon jelent leginkább problémát, mivel kevés a ragadozó, az őz és vaddisznó-állomány túlszaporodott és kárt tesz az erdő aljnövényzetében

Fajkihalások a múltban:

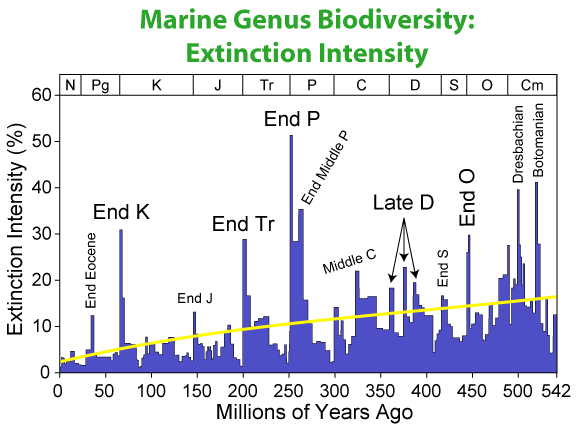
Kihalási intenzitás (a fosszíliákból ismert fajok százaléka) az elmúlt 542 millió évben. End K = a kréta vége, End J = a jura vége, End Tr = a triász vége, End P = a perm vége, Middle C = a karbon közepe, Late D = a devon vége, End S = a szilur vége, End O = az ordovícium vége

A Földön a kihalások átlagos sebessége évmilliónként 2-5 tengeri gerinces vagy gerinctelen rendszertani család. A mérésre tengeri élőlények fosszíliáit használják, mert sokkal több van belőlük és nagyobb időszakokat fognak át, mint a szárazföldi organizmusok fosszíliái. Az élővilág történetében több időszakban a kihalások száma lényegesen meghaladta ezt az átlagos szintet. Az egyik leghíresebb ilyen időszak a dinoszauruszok kihalása mintegy 65 millió évvel ezelőtt.
Az utóbbi 550 millió évben legalább öt nagy kihallási hullám söpört végig a Földön, ezek az alábbiak voltak:
- Ordovícium–szilur kihalási esemény
- Késő devon kihalási esemény
- Perm–triász kihalási esemény
- Triász–jura kihalási esemény
- Kréta–tercier kihalási esemény

Lokálisan már korábban is jellemző volt a fajkihalás, az emberhez köthető fajkihalás viszont csak napjainkban jelent igazán problémát. A mezőgazdaság elterjedése óta a nagytestű vadak 50%-a eltűnt. Ausztráliában a különböző gyíkfajok, ragadozó kenguruk, óriásteknősök tűntek el. ÉNY-Amerikában a teve, elefánt, mamut tűntek el, az első őslakosok okozták kihalásukat. Európában Kréta és Ciprus szigetén törpe víziló, elefánt és óriásteknős élt.
Miért probléma a fajkihalás? 
1. az ember kötelessége a fajokat megvédeni
2. esztétikai szempontból is fontos a természet szépségének megőrzése
3. az élőlények javakat nyújtanak számunkra, a hasznos fajokat túlhasználjuk a kihalásig
4. a bioszféra mostani állapotát, a jelenlegi sokféleséget meg kell őrizni, máshogy nézne ki a bolygó ezen élőlények nélkül
5. a kulcsfajok elpusztítása az emberekre is káros, negatív következményekkel jár majd, az emberek is kapcsolódnak a többi élőlényhez
6. jelenleg nem tudunk mesterséges technológiával egy önfenntartó rendszert létrehozni, mindenképpen szükség van az élőlények közreműködésére (pl. a beporzáshoz, oxigéntermeléshez), ezt a Bioszféra II. kísérlet is igazolta.